# 沢田幸二と和田安生のラジオコング
沢田幸二と和田安生のラジオコング（さわだこうじとわだやすおのラジオコング）は、KBCラジオにて1997年10月12日から1998年4月5日までのプロ野球シーズンオフ期間に放送されていたラジオ番組。放送時間は日曜の12:10～17:00。
KBCの男性アナウンサーの同期にして最強コンビと目されていた沢田幸二・和田安生の2人が入社18年目で初めてそろってメインパーソナリティを務めた。
さまざまなコーナーがあるが、基本的に2人がダジャレやものまね、ボケ・ツッコミなどを織り込みつつ繰り広げるトーク番組。曲のリクエストは受け付けず、2人が好きな曲を1時間に1曲程度かける。
最終回の翌日からは、和田は「和田安生のまんぞくラヂオ」（月～金）を担当、沢田は番組タイトルを引き継ぎ「沢田幸二のラジオコング」（月曜）を担当した（もっとも内容的にはほとんど別物）。

## コーナー
- テーマグランプリ　毎週「プレゼント」「秘密」などのテーマでハガキ・FAXを募集するコーナー。他のコーナーの合間に紹介され、最終的にグランプリに輝いた人にはスタッフが集めたいろいろなグッズを詰め込んだラジオコング特製「ラジコンの缶詰」がプレゼントされた。
- ラジコン全力投球　放送中1時間に1回程度入る生中継のメインコーナーで、メインの2人がレポーターの田尻敏明（しばしばイニシャルのT.T.で呼ばれる）に指令を与え、クリアさせる（しばしば無理難題をふっかける）。番組名自体（略称「ラジコン」）もこのコーナー名をもとにしている。
- 和田安生のダイエット日記　和田がダイエットに取り組み毎週体重を報告し、かつリスナーから月末の予想体重をハガキ・FAXで募集する。月末の体重を当てた人の中から抽選で1名に、前月末の体重との差分の黒豚とんかつ肉をプレゼントする。
- 万国びっくりショー　世界の珍ニュースあれこれを2人がピックアップして紹介する。
- 芸能ゴシップ天国　1週間の芸能ニュースをベスト5形式で発表する。
- 金のタマゴ　ユニークな（かつマイナーな）新製品を2人が実際に使ってヒットするかどうかを占う。
- クイズあんた何者　いろいろな職業の人を毎週1人スタジオに招き、パーソナリティの1人が出題者、もう1人が質問者となり何の職業かを当てるコーナー。途中「てるてるコング」などをはさみ、その間にリスナーからも電話・FAXで答えを募集する。
- てるてるコング　2人と話してみたいというリスナーと電話で雑談するコーナー。
- スポーツ裏の裏　スポーツ紙編集者・ジャーナリスト・ライターなどに電話で登場してもらい、紙面に載らない話題を話してもらうコーナー。
- ハガキコング　ネタハガキの投稿コーナー。放送中「パート1」「パート2」として2回入る。
- 男の台所　フランス料理のシェフにお父さんにも作れる簡単レシピを紹介してもらうコーナー。スタッフがレシピを基に事前に作ったものを2人が試食する。
- その他「ひまわり号レポート」、タイトルはないが国内の話題やうんちく、エンディング前のちょっといい話の紹介などがあった。